# Audrys
Audrys ist ein litauischer männlicher Vorname, Verkürzung von Audronius, abgeleitet von audra (dt. „Sturm“). Die weiblichen Formen sind Audrė und Audra.

## Personen
- Audrys Juozas Bačkis (*  1937), emeritierter Erzbischof von Vilnius
- Audrys Šimas (* 1961), Politiker, Seimas-Mitglied